# دالة سباعية

رسم بياني لاقتران كثير الحدود من الدرجة السابعة وله 6 نقاط حرجة.

في الرياضيات الدالة السباعية هي الدالة التي تأخذ الشكل العام التالي:{\displaystyle y(x)=ax^{7}+bx^{6}+cx^{5}+dx^{4}+ex^{3}+fx^{2}+gx+h\,}
حيث ان a ≠ 0
أو بمعنى اخر تعتبر الدالة السباعية متعددة حدود من الدرجة السابعة
حيث يمكن ان تكون المعاملات a, b, c, d, e, f, g, h اعداد صحيحة أو كسرية أو حقيقية أو مركبة وبشكل عام يمكن ان تكون من أي حقل
وبما ان الدالة السباعية دالة ذات درجة فردية فهي تشابه عند الرسم البياني لها كل من الدالة الخماسية والدالة التكعيبية لكنها تظهر نقاط حرجة إضافية. كما ان مشتقة الدالة السباعية هي الدالة السداسية